# Friedrich Wilhelm Brande

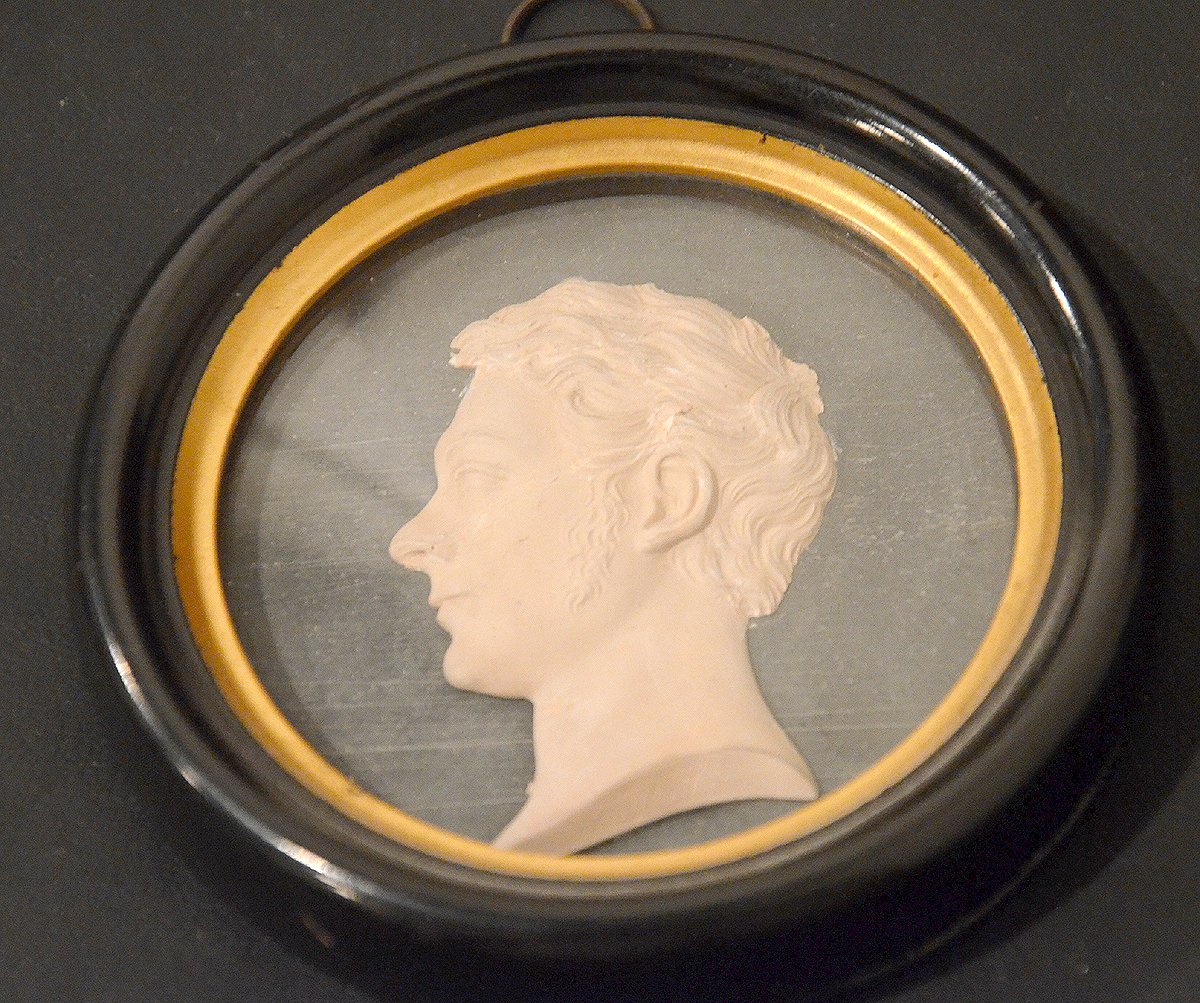
Porträtmedaillon

Friedrich Wilhelm Brande (* 17. August 1793 in Hannover; † 26. März 1838 ebenda) war ein deutscher Chemiker und Hof-Apotheker in der Calenberger Neustadt.

## Leben

### Familie
Friedrich Wilhelm Brande gehörte zur achten Generation der Apothekerfamilie Brande. Er war der Sohn des Hofapothekers Johann Conrad Brande (* 1754 in London; † 1817 in Hannover) und Vater des Arztes und Politikers August Brande und des Hofapothekers Friedrich Adolph Brande (* 1825 in Hannover; † 1878 in Verden an der Aller).

### Werdegang
Friedrich Wilhelm Brande besuchte zunächst die hannoversche Hofschule, dann die dortige Höhere Schule, und wurde später von Privatlehrern fortgebildet. Beim Experimentieren mit Chemikalien führte eine beinahe tödliche Explosion zum Verlust der Sehkraft seines linken Auges. Dennoch besuchte er ein halbes Jahr später ab Ostern 1811 bis 1813 die Georg-August-Universität in Göttingen und wurde dort Mitglied des Corps Hannovera Göttingen. Zurück in Hannover, bereitete er sich vor allem durch das Erlernen der englischen Sprache auf eine Reise nach London vor und besuchte die britische Hauptstadt dann 1815 bis 1816.
Kurz nach seiner Rückkehr nach Hannover starb Brandes Vater 1817. Da der hannoversche Leibmedikus Johann Stieglitz sowie der Oberbergkommissar Johann Ludwig Wilhelm Gruner (1771–1881, Mitglied der Königlich Ärztlichen Prüfungskommission für die Apothekerprüfung) dem Prüfling Brande am 30. September 1817 gute Fähigkeiten bescheinigten, erteilte der Prinzregent im Namen von König Georg III. schon am 21. November des Jahres seine Zustimmung zur Ernennung Brandes zum Hofapotheker und zum „Arzneiliefervertrag“ für den hannoverschen Hofstaat mit einer Vergütung von jährlich 610 Talern – der gleiche Vertrag, den zuvor schon Brandes Vater unterzeichnet hatte. Am 5. Januar 1818 leistete Brande schließlich seinen Huldigungs- und Diensteid. Seinem Gesuch vom 7. Mai 1819 an das Oberhofmarschallamt um Urlaub vom 26. Mai bis etwa zum 12. September des Jahres zwecks einer wissenschaftlichen Studienreise nach Paris wurde stattgegeben – schließlich war die französische Hauptstadt seinerzeit „Hochburg der pharmazeutischen Forschung“.
1828 wurde Friedrich Wilhelm Brande Mitglied der Direktion des im selben Jahr gegründeten Gewerbevereins für das Königreich Hannover, für den er ehrenamtlich chemische Untersuchungen vornahm. 1833 zum Oberbergkommissar ernannt, wurde Brande im selben Jahr Senator im Magistrat der Stadt Hannover, ein Posten, den er krankheitshalber erst wenige Wochen vor seinem frühen Tod aufgab.